# Port de La Spezia

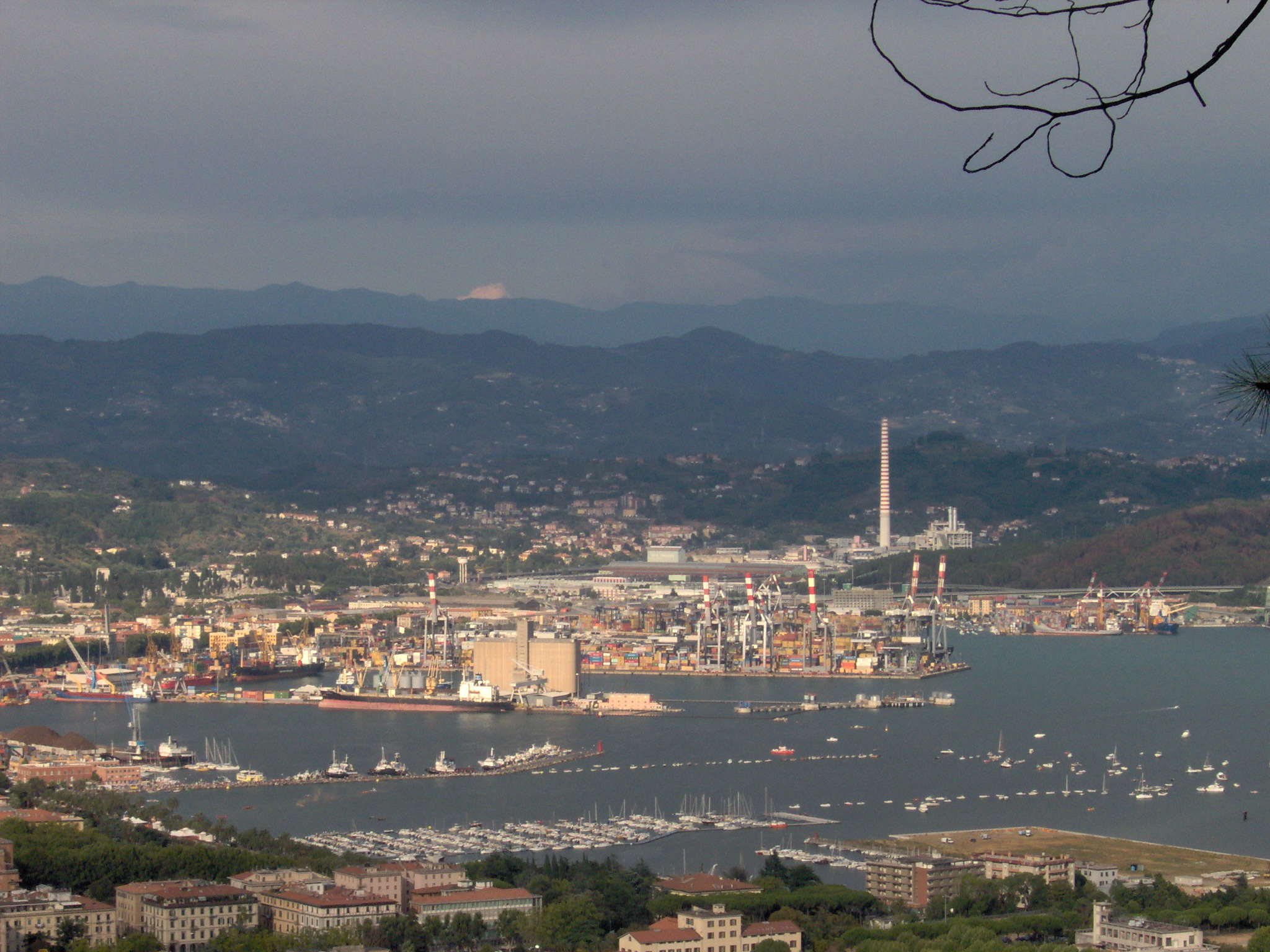
Port de La Spezia

Port de La Spezia (italià: Porto della Spezia) és un port a La Spezia, Ligúria, Itàlia. El port de La Spezia és un dels majors ports comercials al Mar Lígur, i està situat a l'extrem nord del Golf de La Spezia. El seu desenvolupament data des de finals del segle xix i des de llavors ha crescut fins a convertir-se en un dels principals ports de la Mediterrània, que s'especialitza en el maneig de contenidors.
Dins d'una badia de 1.500 hectàrees protegida per una escullera d'uns 2,2 km, el port de La Spezia conté 5,1 km de molls i almenys 400.000 km² d'espai. El 2014, 15.700.000 tones i 483.564 passatgers van passar a través del port.